# КТМ-4С
КТМ-4С — проєкт шестивісного двосекційного високопідлогового моторного трамвайного вагона, що розроблявся в 1960-ті роки Усть-Катавським вагонобудівним заводом імені С. М. Кірова

## Опис
У 1960-ті роки темпи урбанізації в СРСР значно збільшилися, і для великих міст був необхідний громадський транспорт з великою провізною здатністю, тому в 1964 рік Рада міністрів СРСР доручила УКВЗ розробити зчленований трамвайний вагон.
Новій розробці було присвоєно модель КТМ-4С. За основу проєктованого вагона був взятий випущений в 1962 році трамвайний поїзд КТМ/КТП-3, якому був доданий вузол зчленування. Шляхом цього збільшувалася корисна площа вагона і збільшувалася максимальна пасажиромісткість до 198 осіб, що мало збільшити провізну спроможність трамвайних ліній, де експлуатувалися дані поїзда до 10400 пасажирів на годину, при пропуску на транспортній лінії 80 вагонів КТМ-4С за годину.
Однак майже відразу розробка проєкту шестивісного вагона КТМ-4С зупинилася, оскільки реалізувати його в металі УКВЗ не міг через неготовність виробничих потужностей до випуску зчленованих трамвайних вагонів.